# Belladère (ort)
Belladère är en ort i Haiti.   Den ligger i departementet Centre, i den östra delen av landet, 70 km nordost om huvudstaden Port-au-Prince. Belladère ligger 335 meter över havet och antalet invånare är 78 765.
Terrängen runt Belladère är varierad. Runt Belladère är det ganska tätbefolkat, med 144 invånare per kvadratkilometer. Belladère är det största samhället i trakten. Trakten runt Belladère består till största delen av jordbruksmark.